# Academy of the Begynhof
L'Academy of the Begynhof est un chœur de chambre et orchestre néerlandais de musique baroque basé à Amsterdam.

## Historique
L'Academy of the Begynhof a été fondé en 1991 par le claveciniste Roderick Shaw, qui fut organiste de l'église anglicane d'Amsterdam de 1981 à 1986.
L'ensemble compta parmi ses membres :
- Roderick Shaw, clavecin
- Ubdhava Wilson Meyer, violon baroque
- Mimi Mitchell, violon baroque
- Marion Middenway, viole de gambe

## Interprétations remarquables
L'Academy of the Begynhof publia avec le baryton-basse Maarten Koningsberger un très bel enregistrement discographique confrontant la cantate "Les Femmes" publiée par André Campra en 1708, dans laquelle Campra  dresse la liste des caractères peu attirants de certains types de femmes (la coquette, la savante, l'indolente...), à la cantate "L'Apologie des Femmes" que le compositeur néerlandais Quirinus van Blankenburg publia en 1715 (en français) comme une réponse à la cantate de Campra et dans laquelle il dresse la liste des traits positifs de toutes les femmes dénigrées dans la cantate de Campra.

## Discographie sélective
- 1992 : Les Femmes, french cantatas d'André Campra et Quirinus Van Blankenburg (CD Globe GLO 5055)
- Homage to Queen Mary, music by Henry Purcell and John Blow
- Lamentationes Jeremiae Prophetae de Jan Dismas Zelenka